# Пареза
Пареза е състояние на частична загуба на движение на мускулите. Това се наблюдава при нервни смущения на организма, при което често се засягат мускулите на крайниците, стомаха, очите и устата.